# Twinnie-Lee Moore

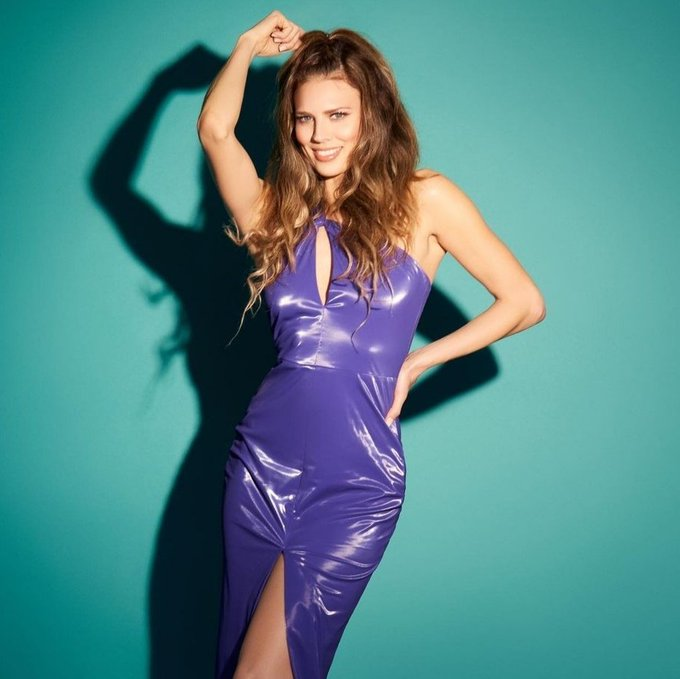
Twinnie-Lee Moore (2022)

Twinnie-Lee Moore (* 14. Mai 1987 in York, England) ist eine britische Schauspielerin und Sängerin.

## Leben
Moore wurde am 14. Mai 1987 in York geboren. Sie absolvierte ihre Schauspielausbildung bei Phil Winston’s Theatre Works und wurde anschließend in Nebenrollen in West End-Produktionen wie Desperately Seeking Susan und We Will Rock You besetzt. Von 2009 bis 2010 spielte sie im Musical Chicago mit. 2010 folgte die Rolle der Jazmin im Musical Flashdance – Das Musical für das Shaftesbury Theatre. Ebenfalls für das Shaftesbury Theatre spielte sie von 2010 bis 2011 im Stück Rock of Ages mit.
Moore debütierte 2013 in einer Episode der Fernsehserie Doctors als Fernsehschauspielerin. Im Folgejahr verkörperte sie im Film Ironclad 2 – Bis aufs Blut die Rolle der Crazy Mary. Ab demselben Jahr bis einschließlich 2015 wirkte sie in 102 Episoden der Fernsehserie Hollyoaks in der Rolle der Porsche McQueen mit. Nebenrollen hatte sie unter anderen 2015 im Film Ruby Strangelove Young Witch und 2017 in Die Frau des Nobelpreisträgers. 2022 spielte sie die Hauptrolle im Kurzfilm Welcome to the Club und übernahm zusätzlich Tätigkeiten als Regisseurin und Drehbuchautorin.
Sie ist auch als Popmusik- und Country-Musik-Sängerin tätig. 2016 veröffentlichte Moore über das Label TLM Records ihre erste EP Twinnie. Drei Jahre später wurde ihre zweite EP Better When I’m Drunk Bei BMG veröffentlicht. 2020 erschien im selben Label ihr erstes Studioalbum Hollywood Gypsy. 2022 folgte ihre dritte EP Welcome to the Club.

## Filmografie (Auswahl)
- 2013: Doctors (Fernsehserie, Episode 15x63)
- 2014: Ironclad 2 – Bis aufs Blut (Ironclad: Battle for Blood)
- 2014–2015: Hollyoaks (Fernsehserie, 102 Episoden)
- 2015: Ruby Strangelove Young Witch
- 2017: Die Frau des Nobelpreisträgers (The Wife)
- 2020: Soulmates (Fernsehserie, Episode 1x01)
- 2022: Welcome to the Club (Kurzfilm; auch Regie und Drehbuch)

## Theater (Auswahl)
- Desperately Seeking Susan
- We Will Rock You
- Chicago
- A Chorus Line
- Flashdance – Das Musical (Flashdance), Shaftesbury Theatre
- Rock of Ages, Shaftesbury Theatre

## Diskografie (Auswahl)
Alben
- 2020: Hollywood Gypsy, BMG, Veröffentlichungsdatum: 17. April 2020

EPs
- 2016: Twinnie, TLM Records, Veröffentlichungsdatum: 29. Juli 2016
- 2019: Better When I’m Drunk, BMG, Veröffentlichungsdatum: 1. März 2019
- 2022: Welcome to the Club, BMG, Veröffentlichungsdatum: 3. Juni 2022